# Cinnamomum palghatensis
Cinnamomum palghatensis är en lagerväxtart som beskrevs av Mohan Gangopadhyay. Cinnamomum palghatensis ingår i släktet Cinnamomum och familjen lagerväxter. Inga underarter finns listade i Catalogue of Life.